# Бусу (Долж)
Бусу (рум. Busu) насеље је у Румунији у округу Долж у општини Гречешти. Oпштина се налази на надморској висини од 232 m.

## Становништво
Према подацима из 2002. године у насељу је живело 598 становника, од којих су сви румунске националности.